# Cesar Kogen
Cesar Kogen (孝元天皇 "Kogen-tenno"), znan tudi kot "Oojamatonekohikokunikuru no Mikoto (大日本根子彦国牽天皇)" je bil osmi japonski cesar v skladu s tradicionalnim nasledstvom. Njegovemu življenju ne moremo s sigurnostjo pripisati datumov, po dogovoru je vladal med leti 214 in 158 pr. n. št. v Obdobju Jajoj.

## Legenda
Sodobni strokovnjaki so postavili pod vprašaj obstoj vsaj prvih devetih cesarjev; Kogenov potomec cesar Sudžin je prvi, za katerega sklepajo, da je dejansko obstajal. Ime Kogen-tenno mu je bilo dodeljeno posmrtno v času cesarja Kanmuja. Zgodovinarji ga obravnavajo kot "legendarno osebnost", saj so podatki o njegovem življenju redki in pogosto nezanesljivi. Šele vladavini cesarja Kinmeja v 6. stoletju lahko pripišemo preverljive datume, imena in časi vladanja zgodnjih cesarjev so bili potrjeni kot tradicionalni v času cesarja Kanmuja, 50. vladarja dinastije Jamato. V Kodžikiju in Nihon Šokiju sta zabeležena samo njegovo ime in rodoslovje. Bil naj bi najstarejši sin cesarja Koreja in Kuvašihime.
Trenutno ima kljub pomanjkanju dokazov o obstoju lastno cesarsko posvečeno svetišče (misasagi) z mavzolejem v Kašihari, imenovano Curugi no ike no šima no e no misasagi. Uvrščajo ga kot sedmega med osmimi nedokumentiranimi cesarji (欠史八代 "Kešši-hačidaj"), za katere ne poznamo legend, povezanih z njihovimi življenji.
Džien je dokumentiral, da je vladal iz palače Sakajhara-no-mija pri Karuju, del kasnejše province Jamato. Za klan Abe je rečeno, da so potomci tega cesarja. Njegovo posmrtno ime pomeni "nabožna duša". Ni dvoma, da je ime kitajsko po obliki in budistično po implikaciji, kar nakazuje, da je bilo pridano stoletja kasneje, v času, ko so bile v Kodžiki zapisane legende o dinastiji Jamato.
- Grobnica cesarja Kogena
- Obeležje pri legendarni palači cesarja Kogena